# Antanartia dimorphica
Antanartia dimorphica là một loài bướm ngày thuộc họ Nymphalidae. Nó được tìm thấy ở Nam Phi và Madagascar.
Sải cánh 45–45 mm ở con đực và 42–48 mm ở con cái. Chúng có hai mùa bay với đỉnh điểm vào giữa tháng 4 và tháng 5.
Ấu trùng ăn Laportia peduncularis và Drogueria và Carduus species.

## Phụ loài
Listed alphabetically.
- A. d. aethiopica Howarth, 1966
- A. d. comoroica Howarth, 1966
- A. d. dimorphica Howarth, 1966
- A. d. mortoni Howarth, 1966